# Pavel Trofimovics Morozov
Pavel Trofimovics Morozov (oroszul: Павел Трофимович Морозов; 1918. november 14. – 1932. szeptember 3.), ismert becenevén Pavlik Morozov, a szovjet propaganda által példaképül állított gyermek mártír. 
Tizenhárom éves kisfiúként állítólag feljelentette édesapját a hatóságoknál, és ezért családja megölte őt. Az akkori szovjet értékrend szerint azonban az államhoz való hűség nagyobb érték, mint a családi szeretet, és a történet ezért egyfajta erkölcsi példázat szerepét kapta. Története kötelező olvasmány lett a szovjet iskolákban, valamint dalok, versek, színházi és opera előadások, és hat életrajzi könyv alapjául szolgáltak. A Morozov-kultusz gyermekek generációinak erkölcsi normáit befolyásolta. A történet nagyrészt szóbeszéden alapult, és csak nagyon kevés valós alapja volt. Modern kutatások szerint Pavlik valós személy volt, akit valóban meggyilkoltak, de ezen túl történetéből szinte semmi sem igazolható. A történet alapul szolgált Szergej Eisenstein Bezsin rétje című ’37-es filmjéhez, amelyet azonban sosem mutattak be.

## A propagandatörténet
A legeleterjedtebb változat szerint Pavlik szegény paraszti családba született Geraszimovka faluban, 350 kilométerrre Jekatyerinburgtól (Szverdlovszk), ahol az iskolai úttörőcsapat vezetője volt. Azonban 1932-ben a 13 éves fiú a politikai rendőrségen (GPU) feljelentette édesapját, a falusi szovjet elnökét, aki „dokumentumokat hamisított és banditáknak, valamint a szovjet állam ellenségeinek adta el őket”. Az apát ezután kényszermunkára ítélték, majd később kivégezték. Pavlik családja azonban bosszút állt: nagybátyja, nagyszülei, öccse és unokatestvére megölték a "kötelességét becsülettel teljesítő" kisfiút. A nagybácsi kivételével a GPU mindenkit elfogott és kivégzett.
Táviratok ezrei érkeztek Moszkvába a Szovjetunió minden részéből, hogy a legsúlyosabb büntetést követeljék Pavlik gyilkosai számára. A szovjet kormány reakciósok által meggyilkolt dicsőséges mártírnak tekintette Morozovot. Emlékművet építettek számára és iskolákat neveztek el róla. Egy opera és számtalan dal ápolta emlékét. Geraszimovka iskoláját – ahová Morozov járt – emlékhellyé alakították, amelyet a szovjet gyermekek iskolai kirándulások keretében látogattak meg.

## Újabb kutatások
A Szovjetunió megszűnése utáni kutatások szerint Pavlik Morozov talán mégsem volt olyan „tökéletes” kisfiú. 
Jurij Druzsnyikov az 1980-as évek során végzett kutatásokat, szemtanúkkal találkozott, és könyvet írt Pavlikról. Ezt előbb szamizdatként terjesztették, majd Nagy-Britanniában adták ki oroszul, végül sok nyelven megjelent. Ebben Druzsnyikov a történet minden elemét cáfolja. A „kis Pavlik” kapcsán a szovjet forrásokban a legkülönbözőbb, egymásnak ellentmondó születési és halálozási adatok, valamint eltérő arcképek szerepeltek. A valódi Pavlik Morozov még csak nem is volt úttörő, mikor meghalt. Bár nem mondja ki, Druzsnyikov könyve sejtetni engedi, hogy Pavlikot a titkosrendőrség (GPU) egy tisztje ölte meg. 
Catriona Kelly 2005-ös könyve egyetért Druzsnyikovval abban, hogy a hivatalos történetből szinte semmi sem igaz, és hogy Pavlikot sokkal hétköznapibb konfliktusban ölték meg. A levéltári adatok ismeretében szerinte valószínűtlen, hogy a gyilkosságot a GPU tisztje követte volna el. Druzsnyikov szerint viszont Kelly egyrészt plagizál, másrészt „azoktól függ, akik beengedik a levéltárakba”, vagyis a GPU utódszervezetének, a Szövetségi Biztonsági Szolgálatnak az alkalmazottaitól függ.
Az újabb kutatások szerint Geraszimovkát a korabeli szovjet sajtó a „kulákok fészkének” írta le, mert a parasztok nem léptek be a termelőszövetkezetbe. Pavlik valóban jelentett a GPU-nak a szomszédokról és a saját apjáról is, aki egy másik nőért elhagyta a családot. Nem volt úttörő, noha szeretett volna azzá válni. Nincs arra utaló adat, hogy a család bármely tagja részt vett volna meggyilkolásában. Pavel Trofimovics Morozovot a korosztályába tartozó gyermekek lőtték agyon, akikkel éppen egy puska megszerzéséért került konfliktusba.